# Czarnochwostowo
Czarnochwostowo – dawniej wieś. Obecnie część Wilejki na Białorusi, w obwodzie mińskim, w rejonie wilejskim.

## Historia
W czasach zaborów zaścianek w gminie Wilejka, w powiecie wilejskim, w guberni wileńskiej Imperium Rosyjskiego.
W latach 1921–1945 okolica szlachecka a następnie wieś leżała w Polsce, w województwie wileńskim, w powiecie wilejskim, w gminie Kołowicze (do 1929 gmina Wilejka).
Według Powszechnego Spisu Ludności z 1921 roku zamieszkiwało tu 40 osób, 22 było wyznania rzymskokatolickiego, 18 prawosławnego. Jednocześnie wszyscy mieszkańcy zadeklarowali polską przynależność narodową. Było tu 9 budynków mieszkalnych. W 1931 w 11 domach zamieszkiwały 62 osoby.
Wierni należeli do parafii rzymskokatolickiej i prawosławnej w Wilejce. Miejscowość podlegała pod Sąd Grodzki w Wilejce i Okręgowy w Wilnie; właściwy urząd pocztowy mieścił się w Wilejce.
W wyniku napaści ZSRR na Polskę we wrześniu 1939 miejscowość znalazła się pod okupacją sowiecką. 2 listopada została włączona do Białoruskiej SRR. Od czerwca 1941 roku pod okupacją niemiecką. W 1944 miejscowość została ponownie zajęta przez wojska sowieckie i włączona do Białoruskiej SRR.
Od 1991 roku w składzie niepodległej Białorusi.